# Tapponia micans
Espèce
Tapponia micans est une espèce d'araignées aranéomorphes de la famille des Oxyopidae.

## Distribution
Cette espèce se rencontre en Indonésie à Sumatra et au Kalimantan et en Malaisie insulaire et péninsulaire,.

## Description
La femelle holotype mesure 3,5 mm.
Tapponia micans mesure de 3,3 à 3,4 mm.

## Systématique et taxinomie
Cette espèce a été décrite par Simon en 1885.

## Publication originale
- Simon, 1885 : « Arachnides recueillis par M. Weyers à Sumatra. Premier envoi. » Annales de la Société Entomologique de Belgique, vol. 29, p. 30-39 (texte intégral).